# Kappenorchis
Die Orchideenart Kappenorchis (Steveniella satyrioides) steht allein in der damit monotypischen Gattung Steveniella. Sie gehört zur Familie der Orchideen (Orchidaceae).

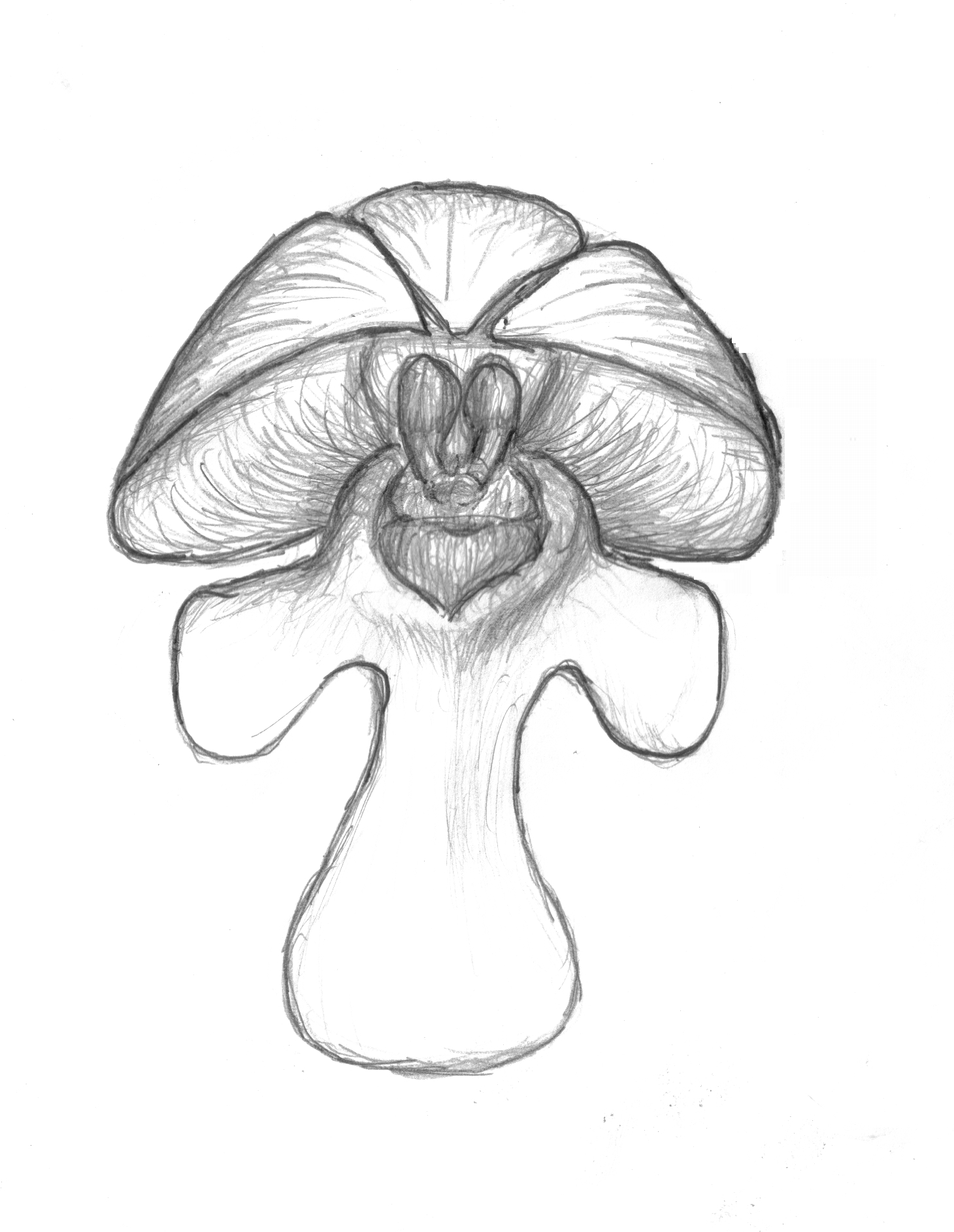
Zeichnung der Blüte durch Bernd Haynold

## Merkmale
Die Kappenorchis besitzt 2 eiförmig-kugelige Knollen. Der Stängel erreicht Wuchshöhen von 15 bis 40, selten bis 60 Zentimeter. Er besitzt am Grund 2 scheidige Schuppenblätter, am Boden ein großes Laubblatt und darüber zwei langscheidige Schuppenblätter. Das Laubblatt ist 6 bis 20 Zentimeter lang, 1,5 bis 6,5 Zentimeter breit, länglich-lanzettlich und nach unten gebogen. Außerdem ist es des Öfteren so wie die gesamte Pflanze braunpurpurn überlaufen. Der aus meist bis 20, selten bis 30 Blüten bestehende Blütenstand wird bis zu 13 (selten bis 18) Zentimeter lang. Die Blüten sind aufrecht. Die Tragblätter können so lang wie der Fruchtknoten sein oder auch viel kürzer. Die Kelchblätter sind 7 bis 10 Millimeter lang, olivgrün und braunpurpurn überlaufen und verwachsen zu einem dreizähnigen Helm. Die seitlichen Kronblätter messen 4 bis 7 × 0,4 bis 0,5 Millimeter. Die Lippe ist 6 bis 7 Millimeter lang, fein papillös, olivgrün bis grünlichgelb gefärbt, am Grund purpurn und dreilappig. Ihr Mittellappen ist umgekehrt eiförmig, die Seitenlappen sind kurz und rundlich-rhombisch. Der Sporn ist breit konisch geformt mit einer zweispaltigen Spitze und 2 bis 4 Millimeter lang, am Ansatz ist er genauso breit.
Die Blütezeit liegt im April und Mai.

## Vorkommen
Die Kappenorchis ist ein ost-submediterranes Florenelement. Ihr Verbreitungsgebiet umfasst die Randgebirge des Schwarzen Meeres in Nordost-Anatolien und auf der Krim sowie in Kaukasien und im nördlichen und westlichen Iran. Sie wächst auf kalkreichen Böden in lichten Nadel- und Laubwäldern, in grasigen Waldrändern, in Gebüschen und in Haselnuss-Pflanzungen von der Ebene bis in die untere submontane Stufe in Höhenlagen bis 1300 Meter, im Iran auch bis 2100 Meter.

## Ökologie
Als Bestäuber wurden Paravespula vulgaris und Dolichovespula sylvestris beobachtet.

## Taxonomie
Die Kappenorchis wurde 1809 von Christian von Steven in Mém. Soc. Imp. Naturalistes Moscou Band 2, Seite 176, Tafel 11 als Orchis satyrioides erstbeschrieben. Der Name war ungünstig gewählt, da es den Namen schon für eine andere Art gab. Die nächste Beschreibung der Kappenorchis war die von 1826 durch Kurt Sprengel als Himantoglossum satyrioides in Systema vegetabilium [Caroli Linnaei ... ] 16. Auflage, Band 3, Seite 594. Die Kappenorchis wurde  1918 von Rudolf Schlechter in Repertorium Specierum Novarum Regni Vegetabilis Band 15, Seite 292, 295 als Steveniella satyrioides (Spreng.) Schltr. in die Gattung Steveniella gestellt. Der Gattungsname Steveniella ehrt den finnischen Botaniker und Entomologen schwedischer Herkunft Christian von Steven (1781 – 1863) als ersten Entdecker der Pflanze.